# Dekanat Łowicz-Św. Ducha
Dekanat Łowicz – Św. Ducha – jeden z 21 dekanatów diecezji łowickiej. 
W skład dekanatu wchodzą następujące parafie:
- Parafia św. Mikołaja w Bąkowie
- Parafia św. Michała Archanioła w Chruślinie
- Parafia Chrystusa Dobrego Pasterza w Łowiczu
- Parafia Św. Ducha w Łowiczu
- Parafia św. Kazimierza w Łyszkowicach
- Parafia św. Doroty w Pszczonowie
- Parafia św. Jakuba Apostoła w Zdunach
- Parafia Wszystkich Świętych w Złakowie Kościelnym

Dziekan dekanatu Łowicz – Św. Ducha
- ks. Piotr Jankowski – proboszcz w parafii  Wszystkich Świętych  w Złakowie Kościelnym

Wicedziekan
- ks. Konrad Zawiślak – proboszcz  w  parafii św. Mikołaja w Bąkowie

Ojciec duchowny
- ks. Cyprian Lewandowski – proboszcz w parafii św. Doroty w Pszczonowie